# Spirolabia dubronyi
Spirolabia dubronyi är en tvestjärtart som först beskrevs av Morgan Hebard 1922.  Spirolabia dubronyi ingår i släktet Spirolabia och familjen Labiidae. Inga underarter finns listade i Catalogue of Life.